# وحدة النظام الأساسي الموثوقة

مكونات المعيار

وحدة النظام الأساسي الموثوقة (بالإنجليزية: Trusted Platform Module)‏ (TPM، المعروفة أيضًا باسم ISO / IEC 11889) هي معيار دولي لمعالج تشفير آمن، وهو متحكم دقيق مصمم لتأمين الأجهزة من خلال مفاتيح تشفير متكاملة. يمكن أن يشير المصطلح أيضًا إلى شريحة مطابقة للمعيار.
يتم استخدام TPM لإدارة الحقوق الرقمية (DRM) و ويندوز ديفيندر وتسجيل الدخول إلى مجال Windows وحماية وإنفاذ تراخيص البرامج ومنع الغش في الألعاب عبر الإنترنت.
أحد متطلبات نظام ويندوز 11 هو TPM 2.0. صرحت مايكروسوفت أن هذا للمساعدة في زيادة الأمان ضد هجمات البرامج الثابتة وبرامج الفدية.